# The Screen Behind The Mirror
The Screen Behind The Mirror, även kallat E4, musikalbum från gruppen Enigma producerat av Michael Cretu och Jens Gad.
Medverkande artister är Andru Donalds, Ruth-Ann Boyle, Michael Cretu och Sandra. The Screen Behind The Mirror är Enigmas fjärde album och släpptes den 13 december 1999. Albumet använder till stora delar Carl Orffs O Fortuna ur Carmina Burana som plattform, mycket p.g.a. att Michael Cretu blev den förste någonsin att få tillstånd att använda musiken i ett nyskrivet verk.

## Låtförteckning
1. The Gate
2. Push The Limits
3. Gravity of Love
4. Smell of Desire
5. Modern Crusaders
6. Traces (Light and Weight)
7. The Screen Behind The Mirror
8. Endless Quest
9. Camera Obscura
10. Between Mind & Heart
11. Silence Must Be Heard